# Zbigniew Dolata
Zbigniew Dolata (ur. 1 grudnia 1965 w Koźminie) – polski polityk i nauczyciel, poseł na Sejm V, VI, VII, VIII, IX i X kadencji.

## Życiorys
W 1989 został absolwentem Wydziału Filologiczno-Historycznego Wyższej Szkoły Pedagogicznej w Opolu (magister historii). Odbył studia podyplomowe w Uniwersytecie im. Adama Mickiewicza w Poznaniu (politologia ukończona w 2000). W latach 1990–1994 pracował jako nauczyciel w Szkole Podstawowej w Lednogórze, a od 1994 jako nauczyciel historii w Zespole Szkół im. Jana III Sobieskiego w Gnieźnie.
W 2002 wstąpił do Prawa i Sprawiedliwości. W wyborach parlamentarnych w 2005 z listy Prawa i Sprawiedliwości został wybrany na posła V kadencji w okręgu konińskim liczbą 9880 głosów. Od listopada 2005 zasiadał w Komisji Edukacji, Nauki i Młodzieży oraz Komisji Rolnictwa i Rozwoju Wsi. Od września 2006 przewodniczył Komisji Rolnictwa i Rozwoju Wsi. Zastąpił na tym stanowisku Wojciecha Mojzesowicza z PiS, którego odwołania domagała się Samoobrona RP.
W wyborach parlamentarnych w 2007 po raz drugi uzyskał mandat poselski, otrzymując 13 764 głosy. W wyborach do Sejmu w 2011 z powodzeniem ubiegał się o reelekcję, dostał 11 939 głosów. W 2015 został ponownie wybrany do Sejmu, zdobywając 18 060 głosów.
W 2016 został wyróżniony tytułem „Człowieka Roku Mediów Lokalnych”. W 2019 stracił prawo jazdy za jazdę z prędkością 129 km/h w terenie zabudowanym.
W wyborach w 2019 z powodzeniem ubiegał się o poselską reelekcję, otrzymując 23 116 głosów. We wrześniu 2020 został przez prezesa PiS Jarosława Kaczyńskiego zawieszony w prawach członka partii za złamanie dyscypliny klubowej, głosując przeciwko nowelizacji ustawy o ochronie zwierząt; zawieszenie wygasło w listopadzie tegoż roku. W 2023 utrzymał mandat poselski na kolejną kadencję, zdobywając 25 663 głosy.